# Antiblemma brunnea
Antiblemma brunnea är en fjärilsart som beskrevs av John Henry Leech 1900. Antiblemma brunnea ingår i släktet Antiblemma och familjen nattflyn. Inga underarter finns listade i Catalogue of Life.